# Xã Richardson, Quận Butler, Nebraska
Xã Richardson (tiếng Anh: Richardson Township) là một xã thuộc quận Butler, tiểu bang Nebraska, Hoa Kỳ. Năm 2010, dân số của xã này là 424 người.